# Parzaommomyia tenuicorpus
Parzaommomyia tenuicorpus är en stekelart som beskrevs av Girault 1915. Parzaommomyia tenuicorpus ingår i släktet Parzaommomyia och familjen finglanssteklar.
Artens utbredningsområde är Papua Nya Guinea. Inga underarter finns listade i Catalogue of Life.